# An Evening of Edgar Allan Poe
An Evening of Edgar Allan Poe è un film per la televisione del 1970 diretto da Kenneth Johnson.
È un film a episodi di genere horror, giallo e thriller con Vincent Price nel ruolo di presentatore e narratore. Gli episodi sono ispirati ai racconti del terrore di Edgar Allan Poe Il cuore rivelatore, La sfinge, Il barile di Amontillado e Il pozzo e il pendolo.

## Produzione
Il film, diretto da Kenneth Johnson su una sceneggiatura di David Welch e Kenneth Johnson con il soggetto di Edgar Allan Poe, fu prodotto da Kenneth Johnson per la American International Television.

## Distribuzione
Il film fu trasmesso negli Stati Uniti il 1º gennaio 1970 con il titolo An Evening of Edgar Allan Poe. È stato poi distribuito negli Stati Uniti n DVD nel 2003 dalla MGM Home Entertainment. È stato distribuito anche in Venezuela con il titolo En compañía de Edgar Allan Poe.

## Promozione
Le tagline sono:
- "A diabolical quartet of HORRIFYING Evil!".
- "With Poe Once Is Never Enough!".